# Bart, a gyilkos
A Bart, a gyilkos (eredeti cím: Bart the Murderer) A Simpson család című amerikai rajzfilmsorozat harmadik évadának negyedik epizódja, melyet eredetileg 1991. október 10-én sugárzott a Fox tévéhálózat. Magyarországon 1998. november 18-án mutatta be a TV3. Az epizód írója John Swartzwelder, rendezője Rich Moore.
Az epizód utalást tesz olyan dalokra, mint pl. a Witchcraft és a One Fine Day, de szintén tartalmaz utalásokat a MacGyver című amerikai televíziós sorozatra is.

## Cselekmény
Bart egy napon a Hájas Tony vezette maffia bárjába kerül, ahol pimaszsága és koktélkeverési tehetsége miatt felveszik pincérnek. Ám egyszer Sintér miatt elkésik, így mikor az igazgató eltűnik mindenki Bartot gyanúsítja.